# Acalypha douilleana
Acalypha douilleana är en törelväxtart som beskrevs av Henry Hurd Rusby. Acalypha douilleana ingår i släktet akalyfor, och familjen törelväxter. Inga underarter finns listade i Catalogue of Life.